# Jurij Kalitwincew
Jurij Mykołajowycz Kalitwincew, ukr. Юрій Миколайович Калітвінцев, ros. Юрий Николаевич Калитвинцев, Jurij Nikołajewicz Kalitwincew (ur. 5 maja 1968 w Wołgogradzie, Rosyjska FSRR) – ukraiński piłkarz pochodzenia rosyjskiego, grający na pozycji pomocnika, a wcześniej obrońcy, reprezentant Ukrainy, trener piłkarski.

## Kariera piłkarska

### Kariera klubowa
Karierę rozpoczynał w Rotorze Wołgograd w roku 1985. Po roku gry w drużynie z Wołgogradu został zawodnikiem drużyny SKA Rostów nad Donem, w którym odbywał służbę wojskową. Po dwóch latach „służby” w tym klubie wrócił do Rotoru, gdzie grał przez kolejne 3 lata. W 1992 roku został zawodnikiem Dynama Moskwa, w którym grał do 1994 roku. W tym czasie dwa razy zajmował 3. miejsce w lidze rosyjskiej (1992, 1993). Odszedł do Lokomotiwu Niżny Nowogród, gdzie grał przez rok. W 1994 roku został uznany najlepszym piłkarzem Rosji. W 1995 roku został zawodnikiem Dynama Kijów, z którym odnosił największe sukcesy. Był kapitanem drużyny, która w 1998 roku doszła do ćwierćfinału finału Ligi Mistrzów. W przerwie zimowej sezonu 1998-99 został sprzedany do tureckiego Trabzonsporu, w którego barwach zagrał 14 razy, strzelił 1 gola. Latem 1999 został zawodnikiem CSKA Kijów, gdzie w 2000 roku zakończył piłkarską karierę.

### Kariera reprezentacyjna
W reprezentacji Ukrainy rozegrał 22 mecze i zdobył 1 gola. Wielokrotnie był jej kapitanem.

## Kariera trenerska
W latach 2001-02 był trenerem ukraińskiego klubu Zakarpattia Użhorod, z którym zajął ostatnie miejsce w lidze. Przez trzy lata prowadził młodzieżowe reprezentacje Ukrainy (ostatnio rocznik 1990). Od grudnia funkcję tę będzie łączył z pracą w Dynamie Kijów, gdzie objął stanowisko trenera drużyny rezerw. 1 lutego 2010 był obrany wraz z Myronem Markewiczem na stanowisko głównego pomocnika trenera narodowej reprezentacji Ukrainy. 25 sierpnia 2010 Komitet Wykonawczy Związku Piłki Nożnej Ukrainy przyjął dymisję Myrona Markewicz i obrał Jurija Kalitwincewa na pełniącego obowiązki trenera. 21 kwietnia 2011 roku Ukraiński Związek Piłki Nożnej wybrał na stanowisko głównego trenera reprezentacji Ołeha Błochina, a Kalitwincew zgodził się pracować w jego sztabie szkoleniowym. 19 stycznia 2013 objął stanowisko głównego trenera rosyjskiej Wołgi Niżny Nowogród. 27 marca 2014 podał się do dymisji. 6 czerwca został mianowany na stanowisko głównego trenera Dynama Moskwa. 7 października 2017 został zwolniony z klubu.

## Sukcesy i odznaczenia

### Sukcesy klubowe
- brązowy medalista Mistrzostw Rosji: 1992, 1993
- mistrz Ukrainy: 1995, 1996, 1997, 1998
- zdobywca Pucharu Ukrainy: 1996, 1998
- zdobywca Pucharu Mistrzów WNP: 1997, 1998

### Sukcesy trenerskie
- mistrz Europy U-19: 2009

### Sukcesy indywidualne
- wybrany do listy 33 najlepszych piłkarzy Rosji:
  - Nr 2: 1992
  - Nr 3: 1993
- Piłkarz roku na Ukrainie:
  - Nr 1:1995
  - Nr 3: 1997

### Odznaczenia
- tytuł Mistrza Sportu ZSRR: 1988
- tytuł Mistrza Sportu Klasy Międzynarodowej
- tytuł Zasłużonego Trenera Sportu Ukrainy: 2009
- Order „Za zasługi” III klasy: 2006[9]
- Order „Za zasługi” II klasy: 2011[10]